# Зеленочский сельсовет
Зеленочский сельсовет (бел. Зеляноцкі сельсавет) — административная единица на территории Калинковичского района Гомельской области Белоруссии. Административный центр — агрогородок Носовичи.

## Состав
Зеленочский сельсовет включает 9 населённых пунктов:
- Блажки — деревня.
- Зеленочи — деревня.
- Корма — деревня.
- Лески — деревня.
- Микулинск — деревня.
- Носовичи — агрогородок.
- Солоник — деревня.
- Уболоть — деревня.
- Чепчин — деревня.